# Cầu Yongbi
Cầu Yongbi (Tiếng Hàn: 용비교, Hanja: 龍飛橋) là cây cầu nối Geumho-dong 4-ga và Seongsu-dong 1-ga, Seongdong-gu, Seoul.
Tên của cây cầu, "Yongbi"(龍飛) có nghĩa là sự thăng thiên của rồng lên trời. Nó bắt nguồn từ việc mặt dưới của cây cầu tạo thành một khúc cạn và được cho là nơi rồng bay lên trời vào năm quá khứ. Nó mới được khai trương vào ngày 31 tháng 7 năm 2003 và với việc đóng cửa Cầu vượt Cheonggye, nó đóng vai trò là đường vòng được sử dụng để đi từ phía đông bắc Seoul đến trung tâm thành phố. Ngoài ra, nó nằm ở phía bên phải cầu Seongsu từ nhánh Eungbong-dong nên được kết nối với Seobinggo-ro và Ichon-ro. Ngoài ra, nó cho phép chuyển từ Đường cao tốc Dongbu từ Taereung đến Jamsil đến Cầu Seongsu và cũng cho phép chuyển sang Cầu Hannam, Cầu Banpo và Cầu Dongjak, những nơi không thể đi thẳng từ Gangbyeonbuk-ro tới Ilsan.

## Lịch sử
- 1 tháng 1 năm 1971: Bắt đầu thu phí
- 1 tháng 5 năm 1975: Tăng và thay đổi mức phí[2]
- 16 tháng 7 năm 1976: Phí cầu đường được tăng và thay đổi, thời gian thu phí được rút ngắn từ 31/12/1983 xuống 31/12/1977[3]
- 30 tháng 12 năm 1977: Thời hạn thu phí được chuyển từ 31/12/1977 sang 31/12/1983[4]

## Chú thíc
1. ↑  두무개길.용비교 개통, 2003년 6월 25일 작성.
2. ↑  서울특별시공고 제95호 , 1975년 4월 30일.
3. ↑  서울특별시공고 제155호 , 1976년 7월 15일.
4. ↑  서울특별시공고 제333호, 1977년 12월 30일.